# معوية مورافية
معوية مورافية (الاسم العلمي:Enterococcus moraviensis) هي نوع من البكتيريا تتبع جنس المكورة المعوية من فصيلة المكورات المعوية.